# Гуадалканал
Гуадалканал (на английски: Guadalcanal) е остров в Тихия океан, най-големият от архипелага и от островната държава Соломонови острови. Дължината му от северозапад на югоизток е 150 km, ширината до 48 km, а площта – 5353 km2. на северния му бряг е разположена столицата на страната град Хониара.

## Географска характеристика
Островът е разположен в югозападната част на архипелага, като отстои на 73 km южно от остров Санта Изабел, на 54 km югозападно от Малаита и на 63 km северозападно от Сан Кристобал. Между него и остров Санта Изабел са разположени малката група острови Флорида и малкият остров Саво, от които го отделя протокът Сипарк. Изграден е основно от кайнозойски вулканични скали. Преобладаващият релеф на Гуадалканал е планински. Тук се издига най-високата точка на целия архипелаг – връх Попоманасеу (2335 m). В северната му част, където е разположена столицата Хониара, се простира крайбрежна низина с площ около 460 km. Климатът е тропичен, като южните му части са много по-добре овлажнени за разлика от северните, където се наблюдава и сух сезон. През 2021 г. населението на острова е наброявало 161 197 души, което основно се препитава с тропическо земеделие, дърводобив, риболов и добив на злато. Основни износни пера са копрата и ценната дървесина.

## Историческа справка
Остров Гуадалканал е открит на 4 април 1568 г. от Педро де Ортега, участник в испанската експедиция на Алваро де Менданя де Нейра в Тихия океан.
В историята островът остава с десанта на американските морски пехотинци на 7 август и последвалите продължителни сражения с японските военни части, окупирали острова през 1942 г. по време на Втората световна война, което е преломен момент във войната срещу експанзията на Япония.